# Verbindungs- und Verteilungsdose

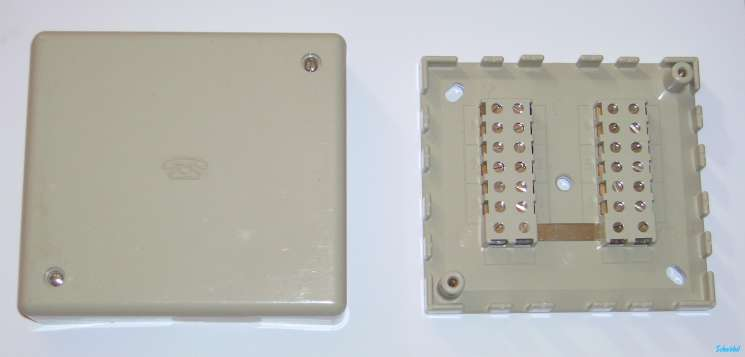
Unbeschaltete Verbindungs- und Verteilungsdose VVDi6

Verbindungs- und Verteilungsdosen (VVD) werden in der Kommunikationstechnik zum Verbinden und Aufteilen von Telefon-, ISDN- oder Sprechanlagenleitungen (siehe Verteiler (Kommunikationstechnik)) und zum Abschließen von Außenkabeln (zum Beispiel als Abschlusspunkt Linientechnik) verwendet. 
In der Regel werden VVD beim Übergang von einer Kabelart auf eine andere eingesetzt, zum Beispiel von Luftkabel auf Installationskabel. Diese Verwendung wird im Fachjargon Kabelüberführung genannt.
Durch einen weiteren Buchstaben in der Bezeichnung werden die VVD entsprechend ihrer Verwendungsmöglichkeit genauer spezifiziert:
- VVDi („i“ für Innenbau), für den Einsatz im Innenbereich
- VVDa („a“ für Außenbau), für feuchte Räume und im Freien
- VVDü („ü“ für Überspannungsschutz), es können Patronen zum Schutz gegen Überspannungen eingebaut werden
- VVD83, für 2 Doppeladern
- VVD85, für 10 Doppeladern